# Bóg jest z nami, mężczyznami
Bóg jest z nami, mężczyznami – polski film dokumentalny w reżyserii Jana Sosińskiego z 2005 r.
Akcja filmu rozgrywa się w północno-wschodniej Albanii, w rejonie miasta Bajram Curri. Ekipa filmowa odwiedza rodzinę Gosturani, gdzie obserwuje rytm codziennego życia rodziny, zdominowanego przez mężczyzn. Głową rodziny jest nauczyciel Islam, ma braci Ukshina i Shkellzena. Razem z nimi mieszka Bedri, która jest ich siostrą, ale jako Dziewica Kanunu (ang. sworn virgins, alb. burrnesh) cieszy się przywilejami typowymi dla mężczyzny, nosi też męski strój. O wyborze drogi życiowej przez Bedri zdecydowała konieczność ocalenia honoru rodziny. W czasach Envera Hodży Bedri pracowała jako księgowa w spółdzielni i została oskarżona niesłusznie o defraudację. Aby ocalić rodzinę, jej ojciec wyrzekł się córki. Pobyt w więzieniu skłonił ją do podjęcia dramatycznej decyzji, aby dalej żyć jak mężczyzna. Bedri cieszy się szacunkiem lokalnej społeczności, będąc także pośrednikiem pomiędzy "światem kobiet" a "światem mężczyzn".
Film był prezentowany na Międzynarodowym Festiwalu Filmowym – Prawa Człowieka w Filmie (2006).

## Nagrody
- Ogólnopolski Niezależny Przegląd Form Dokumentalnych "Nurt"
  - Nagroda ministra kultury